# ヘルムート・クネーザー
ヘルムート・クネーザー（Hellmuth Kneser、1898年4月16日 - 1973年8月23日）はドイツの数学者。群論や位相幾何学（トポロジー）の分野に貢献した。父親のアドルフ・クネーザー(Adolf Kneser, 1862-1930)と息子のマルティン・クネーザー(Martin Kneser, 1928-2004)も同じ数学者である。

## 経歴
1898年に旧ロシア帝国のドルパート（現在のエストニア共和国タルトゥ）に誕生し、1916年に父が教授を務めるヴロツワフ大学に入学。その後、1921年にゲッティンゲン大学においてダフィット・ヒルベルトの指導下で量子力学に関する論文(Untersuchungen zur Quantentheorie)を著し、博士号を得る。
1925年にグライスフヴァルト大学の教授となり、1937年にはテュービンゲン大学に移る。
第二次世界大戦中はナチス党員となり、突撃隊の隊員にもなった。
終戦末期の1944年、オーバーヴォルファッハ数学研究所の設立に協力し、設立者にして初代所長のヴィルヘルム・ジュースが1958年に死去した後、彼の後任として翌1959年まで所長を務めた。また、1954年にはドイツ数学会の会長だった。
1973年、テュービンゲンにて75歳で死去。